# Buffon (Côte-d'Or)

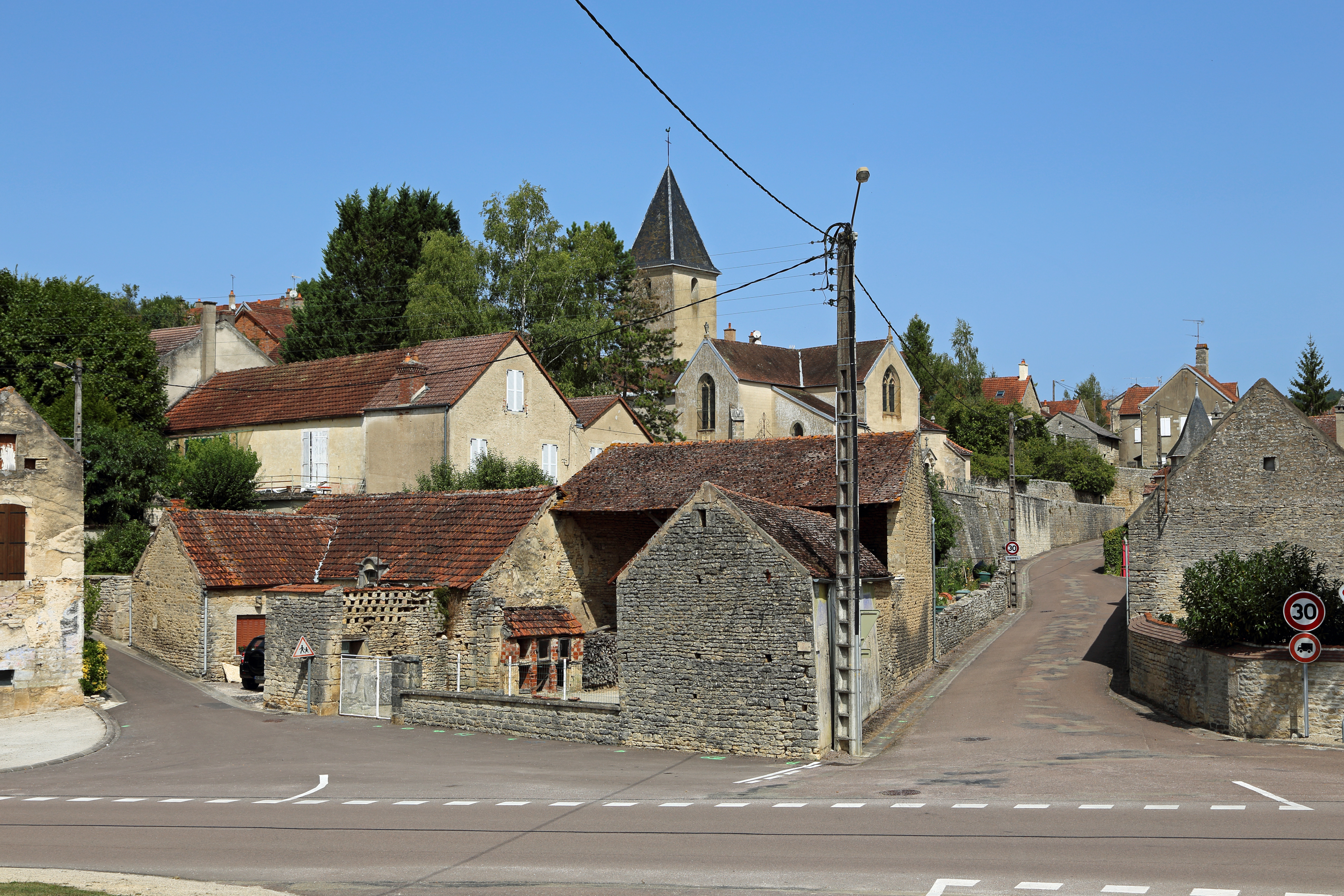
La población de Buffon

 Buffon  es una población y comuna francesa, en la región de Borgoña, departamento de Côte-d'Or, en el distrito de Montbard y cantón de Montbard. Fue la comunidad donde nació Georges-Louis Leclerc de Buffon, famoso naturalista francés del siglo XVIII.

## Demografía
| 167 | 187 | 175 | 167 | 190 | 187 |
| Para los censos de 1962 a 1999 la población legal corresponde a la población sin duplicidades (Fuente: INSEE [Consultar]) |     |     |     |     |     |